# (9402) 1994 UN1
A (9402) 1994 UN1 egy kisbolygó a Naprendszerben. Ueda Szeidzsi és Kaneda Hirosi fedezte fel 1994. október 25-én.